# Nymphaea stellata
El nenúfar de Sri Lanka (Nymphaea stellata, també anomenada lliri d'aigua, ambal o nenúfar blau) és una planta aquàtica de la família de les Nimfeàcia, que habita els cursos d'aigües tranquil·les i els estanys en les regions temperades d'Àsia, tolerant inclús les aigües contaminades. Floreix entre el juny i el setembre i es recol·lecta a l'estiu i la tardor. Al febrer de 1986, el lliri d'aigua va ser escollida com la flor nacional de Sri Lanka; la constitució de Bangladesh també l'esmenta com a emblema nacional en el seu article 4.3.

## Característiques
Té un rizoma carnós i horitzontal, que arrela al fons dels estanys d'aigua on habita. Les fulles floten, al final de llargs pecíols; són grans, cordiformes i ben lobulades, de textura coriàcia i color verd clar. Les flors són solitàries, hermafrodites, amb un llarg peduncle i de coloració blava, vermella i groga; el calze es compon de quatre sèpals, i la corol·la de fins a una cinquantena de pètals gruixuts. Els estams són nombrosos, proveïts d'anteres grogues. La pol·linització pot ser autógama o entomógama. El fruit, un aqueni, disemina les llavors per hidrocòria.

## Ús
Se li atribueix propietats medicinals com afrodisíac, calmant i parasimpaticolític. Antigament s'emprava en convents i seminaris en forma d'infusions.
Les llavors poden emprar-se com a succedani del cafè i les flors poden conservar-se en salmorra.
També s'ha utilitzat molt com a planta per a aquaris.

## En l'aquari
- Temperatura de l'aigua: 22-28 °C
- Altura màxima: 40-50 cm
- Creixement: Una fulla per setmana.
- Multiplicació: Per capficats del tubercle
- Cures: Tallar les fulles flotants abans que arribin a la superfície.
- Dificultat: Baixa